# En kvinnas doft
En kvinnas doft (originaltitel: Scent of a Woman) är en dramafilm från 1992, regisserad och producerad av Martin Brest. Manuset, skrivet av Bo Goldman, är från början baserat på romanen Il buio e il miele från 1969 av Giovanni Arpino. Rollerna spelas av bland andra Al Pacino, Chris O'Donnell, James Rebhorn, Philip Seymour Hoffman och Gabrielle Anwar. Filmen är en nyinspelning av den italienska filmen Profumo di donna från 1974 i regi av Dino Risi.
Martin Brest nominerades till en Oscar i kategorin Bästa regi. Al Pacino tilldelades en Oscar i kategorin Bästa manliga huvudroll.

## Handling
Frank Slade (Al Pacino) är en pensionerad, blind och arrogant överstelöjtnant, som anställer en ung man, Charlie Simms (Chris O'Donnell), som sin personlige assistent. Handlingen utvecklar sig till en berättelse om vänskap och framtidstro och om ett möte som kommer att förändra två mäns liv för alltid.

## Rollista
| Al Pacino              | – överstelöjtnant Frank Slade |
| Chris O'Donnell        | – Charlie Simms               |
| James Rebhorn          | – Mr. Trask                   |
| Gabrielle Anwar        | – Donna                       |
| Philip Seymour Hoffman | – George Willis Jr.           |
| Richard Venture        | – W.R. Slade                  |
| Bradley Whitford       | – Randy                       |
| Ron Eldard             | – officer Gore                |
| Frances Conroy         | – Christine Downes            |
| Nicholas Sadler        | – Harry Havemeyer             |
| Todd Louiso            | – Trent Potter                |
| June Squibb            | – Mrs. Hunsaker               |
| Michael Feldman        | – Donny Rossi                 |